# 해병대

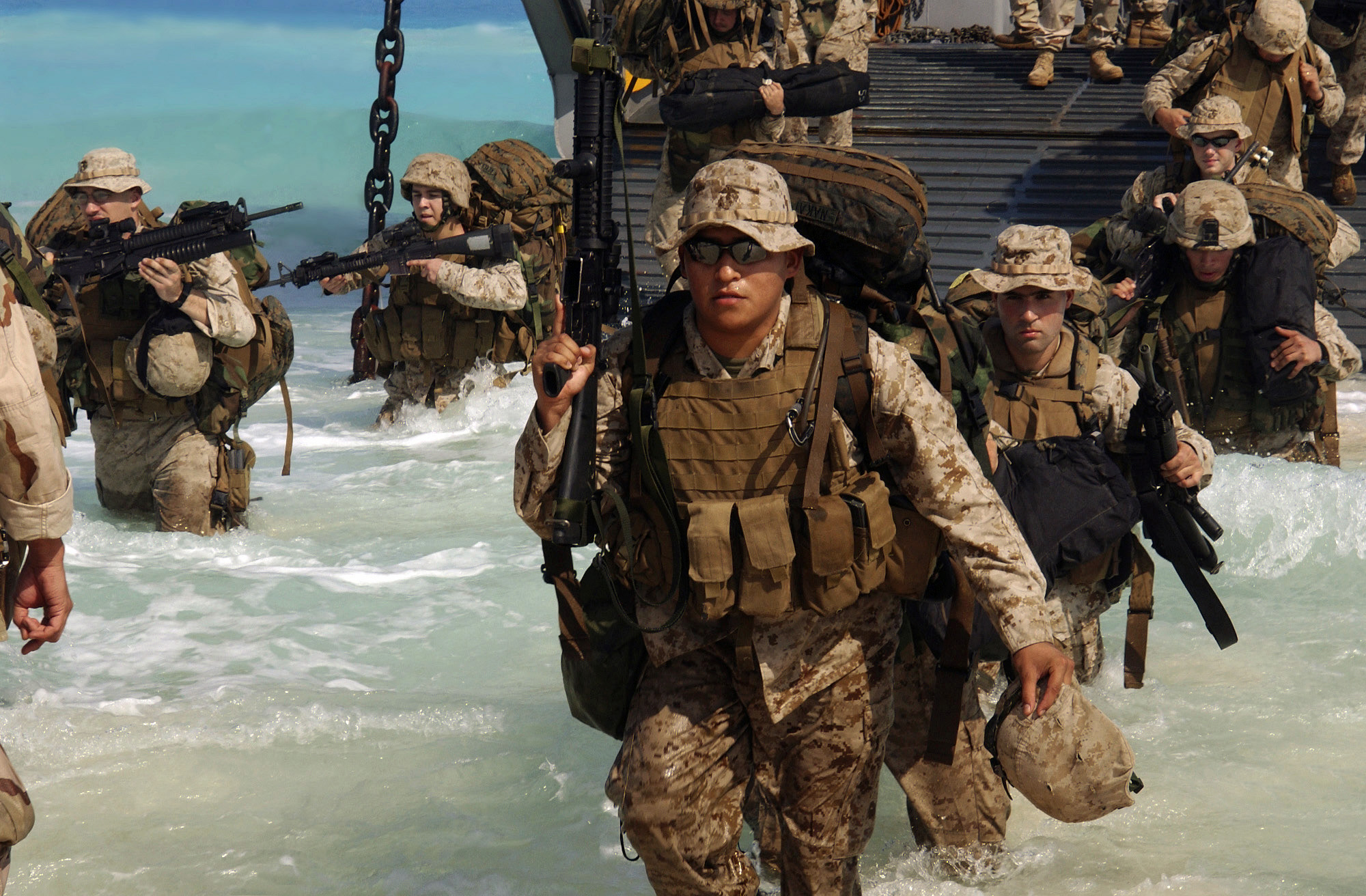
미국 해병대

해병대(海兵隊, 영어: Marine Corps, 독일어: Marineinfanterie), 해군 육전대(海軍陸戰隊, 문화어: 해군륙전대), 또는 해군 보병(海軍步兵, Naval Infantry)은 육상 및 해상에서 전투할 수 있도록 훈련되어 주로 상륙 작전을 수행하는 군사 조직 또는 병과이다. 여기서 해병(海兵, 영어: Marine, 문화어: 해군륙전병)은 그에 소속된 대원 혹은 개인을 가리킨다.

## 보유국가

### 해병대
- 대한민국 해병대 (ROKMC)
- 네덜란드 해병대
- 미국 해병대 (USMC)
- 베네수엘라 해병대
- 브라질 해병대
- 스페인 해병대
- 아르헨티나 해병대
- 인도네시아 해병대
- 영국 왕립해병대 (RM)
- 태국 왕립해병대
- 파키스탄 해병대
- 칠레 해병대
- 포르투갈 해병대
- 프랑스 해병대(TDM)
- 필리핀 해병대

### 해군보병/해군육전대
- 러시아 해군 보병(MPR)
- 멕시코 해병대
- 우크라이나 해군 보병
- 중국인민해방군 해군 육전대
- 중화민국 해군 육전대
- 콜롬비아 해군 보병
- 페루 해군 보병

## 대한민국

### 창설
진해는 1949년 4월 15일 대한민국 해병대가 창설된 지역이다. 해병대는 해방 이후 여수·순천 사건을 계기로 1949년 4월 15일 진해 덕산비행장에서 380명이라는 소수의 병력으로 창설되었다.

### 역할
상륙작전을 비롯한 전략적 기동이 중요한 현대전에서 그 역할이 증대되었다. 원칙적으로는 해군에 소속되어 상륙작전을 수행하는 군대이지만, 일부 국가에서는 해군으로부터 독립적으로 존재하기도 한다. 예를 들어 미국 해병대는 행정상으로만 해군에 소속된 독립적인 부대이다. 반면 영국 해군의 경우, 해병대가 해군에 소속되어 있다.
예외적으로 프랑스 해병대나 이탈리아 해병대의 라군나리 연대와 같이 해군이 아닌 육군에 소속되어 있는 경우도 존재한다.

### 해병대 정신
“민(民)에게는 양이 되고, 적(敵)에게는 사자가 되자”라는 신현준 초대사령관의 지휘방침 아래 출범한 대한민국 해병대는 창설 이후 진주, 제주도 공비토벌과 한국전쟁 그리고 월남파병 등 전쟁의 역사 속에서 해병대만의 독특한 정체성이 내면에 자리 잡았고, 이것이 씨앗 되어 그들만의 성격과 기질, 문화를 형성하며, 명성을 드높였다. 오늘날까지 국민의 머릿속에 각인된 ‘귀신 잡는 해병’, ‘무적 해병’, ‘신화를 남긴 해병’ 등은 선배 해병들이 전투현장에서 해병대 명예와 호국충성(護國忠誠)의 피 값으로 얻어낸 명성이다. 후배들은 선배들의 정신을 이어받아 “누구나 해병대원이 될 수 있다면 나는 결코 해병대를 선택하지 않았을 것이다”라는 도전정신과 ‘호국충성해병대(護國忠誠海兵隊)’로서의 애국심을 예비역이 되어서도 ‘한번 해병은 영원한 해병’이라는 정신으로 지켜나가고 있다.

### 45년 만에 날개를 달다
대한민국 해병대는 1973년 7월 10일 창설 24년 6개월 만에 해군에 통폐합되는 시련을 맞게 되었는데 군 조직의 경제적 운용이라는 정무적 결심에 따른 조치로써 해병대사령부가 해체되고, 교육 및 행정, 군수부대가 해군에 통폐합되었으며, 전투부대는 개편되어 해군참모총장 지휘 하에 들어가는 해군 구조조정이 있었는데 이 과정에서 폐지되어 해군에 병합되는 해병대는 보병이라는 병과를 받았는데 해군 보병이라는 현재 기준으로 다소 생소한 병과가 되었다. 옛날에 군복무한 이들 중 해군 보병, 해군 포병, 해군 기갑 이런 병과로 군복무했다면 이들은 바로 해군에 편입된 해병대의 구성원들이 된다.  이후, 현역 및 예비역의 눈물겨운 원상회복운동으로 14년만인 1987년 11월 1일 해병대사령부를 재창설하여 2010년 연평도 포격전을 계기로 발의된 해병대지휘권 강화를 위한 법률개정(국군조직법, 군 인사법, 군수품 관리법 등)안이 2011년에 국회를 통과함으로써 작은 날개를 단 해병대가 되었고 2018년 1월 10일 상륙기동헬기 2대를 인수하는 행사에서 “날개” 없던 해병대가 45년 만에 다시 항공부대 생겼다는 의미를 해병대사령관 전진구 중장은 “45년 만에 우리 해병대가 다시 날개를 달았다”는 말로 표현하였다.

### 해병대 장교
해병대 장교는 해군사관학교 졸업생이나 학군사관 중 해병대 전환자, 처음부터 해병대 학사사관을 지원한 학사사관 등이 존재한다. 해병대는 과거 대장이 없이 최선임자인 해병대사령관이 중장 보직으로 중장이 진급 상한선이었으나 박정희가 5.16 군사정변에 성공했을 당시 이에 협조했던 해병대 장성급 장교가 대장에 진급했다. 하지만 얼마 후 박정희는 해병대를 배신했는데 해병대 사령부를 해체하고 구성원들을 전원 해군에 편입시켜 해군 보병 병과로 만들었다. 그 이유는 국방예산 감축이었다. 이후 전두환 정권에 이르러 해병대는 부활했지만 해병대 장교는 여전히 중장이 진급 상한선이었다.
하지만 문재인 정부가 들어서면서 해병대 장교도 대장에 진급할 길이 열리게 되었다. 과거 해병대사령관의 보직기간이 만료되면 무조건 전역했으나 문재인은 이를 수정하여 해병대사령관 이후에도 다른 보직에 보임될 수 있도록 법안을 개정했으며 대체적으로 해병대 장교가 대장으로 진급하는 루트는 이렇게 될 것이다. 장교의 진급에 따르는 보직 순서가 예를 들면 4급 부대 지휘관(소대장) → 2급 부대 참모(대대 참모) → 3급 부대 지휘관(중대장) → 1급 부대 참모(연대 참모)  → 2급 부대 지휘관(대대장) 같은 순서이기 때문이다.
- 해병대사령관(중장)
- 합동참모본부 작전본부장(중장): 대장 진급이 거의 100% 가까이 되는 요직이면서 동시에 육군, 해군, 공군, 해병대 중 아무나 임명될 수 있는 보직이다. 의전서열 문제는 무시할 수 있는 것이 정치인 정세균이 국회의장을 하다가 이보다 더 의전서열이 낮은 총리에 임명되었기 때문이다.
- 한미연합사 부사령관(대장): 본디 육군만의 보직이었으나 해병대도 할 수 있도록 수정되었다. 경우에 따라서 이 보직은 제외될 수도 있다.
- 합동참모의장(대장): 합동참모본부 작전본부장과 마찬가지로 육군, 해군, 공군, 해병대 중 아무나 임명될 수 있는 보직이다.

이 루트를 순서대로 보직한다면 해병대 장교도 대장이 될 수 있다.

## 대중매체
- 1995년 KBS 1TV 인간극장 '우리시대의 영웅'을 통해  해병대 이야기가 드라마화됐다[6].

## 같이 보기
- 공군
- 해군
- 해전
- 공수부대 - 해병대와 함께 대표적인 특수목적군

## 참고

### 인용
1. ↑  김재엽 (2006). 《대한민국 해병대(세계에서 가장 강인한 군대의 족보)》. 살림.
2. ↑  윤병노 기자 (2018년 3월 14일). ““진해는 해병대 뿌리”…임무 완수 당부”. 국방일보. 2018년 3월 16일에 원본 문서에서 보존된 문서. 2018년 3월 16일에 확인함.
3. 1 2 3 4  머니투데이 더리더 차동길 교수 (2018년 2월 1일). “해병대에 더 큰 날개를 달아주어야 한다”. 머니투데이. 2018년 3월 15일에 확인함.
4. ↑  이러한 이유로 미국 해병대는 대장 보직이 4개 있으며, 부사령관까지 대장급 해병 장교로 보임한다.
5. ↑  이철재 기자 (2018년 1월 10일). “'날개' 없던 해병대, 45년 만에 다시 항공부대 생겼다”. 중앙일보. 2018년 3월 15일에 확인함.
6. ↑  “해병전우의 곧은 삶 그려 ★드라마「인간극장-우리시대의영웅」(KBS1·오후9:50)”. 경향신문. 1995년 7월 22일. 2016년 4월 9일에 확인함.

### 참고 문헌
- 최명환 (2011년). 《귀신잡는 해병대》. 케이투.
- 김환기 (2010년). 《대한민국 해병대 그 치명적 매력》. 플래닛미디어.